# 이지 (조선 왕족)
이지(李枝,1349~1427)은 추존왕 조선 도조의 손자로 이완자불화의 아들이다.
조선 태조의 종제이다.
8세의 나이에 조실부모하여 외삼촌의 집에서 자라다가 조선 태조가 잠저로 불러서 양육하였다.
1377년, 태조를 따라 지리산에 침입한 왜구를 소탕하는데 공을 세웠다.
태조가 위화도 회군을 일으키자 중랑장으로 참여하였고 조선개국 후, 상호군에 오르고 순녕군에 봉해졌다. 벼슬은 영의정에 이르렀다.